# 小島絵里衣
小島 絵里衣（こじま えりい、1998年度 - ）は、日本で活動するミュージカル俳優および元バレエダンサーである。神奈川県秦野市今川町出身。劇団四季所属。

## 来歴
4歳の頃に新田・川本バレエスタジオに入所しクラシックバレエを始める。小学生時代にキヤノン・キャッツ・シアターで上演されていたキャッツ横浜公演を観劇したことにより舞台に興味を持つようになる。相洋中学校1年生の時には第1回かわさき全国バレエコンクールで中学生の部で3位となり、審査員特別賞を受賞している。相洋高等学校時代にアラジンを観劇し劇団四季を目指すようになり、高校3年生だった2016年に劇団四季研究生オーディションに合格し、高校卒業後の2017年4月から劇団四季研究所へ入所する。研究所卒業後は劇団四季に入団し、2018年8月12日にキャッツ・シアターで上演されたキャッツ東京公演のヴィクトリア役で初舞台出演を果たした。

## 主な出演作品
- キャッツ（2018年ヴィクトリア）
- コーラスライン（2020年マギー）
- バケモノの子（2022年アンサンブル1枠）
- 赤毛のアン（2024年ダイアナ・バリー）